# درباره عشق (فیلم ۲۰۰۵)
دربارهٔ عشق (انگلیسی: About Love) سه داستان روایت می‌شود که به ترتیب در توکیو، تایپه و شانگهای روایت می‌شود.